# Aurich
Aurich je německé okresní město ve východním Frísku v severozápadní části Dolního Saska. Je druhým největším městem východního Fríska – jak podle rozlohy (za městem Wittmund), tak podle počtu obyvatel (za městem Emden). Rozloha města je 197,21 km². Na konci roku 2014 zde žilo 41 075 obyvatel. První zmínky o městě jsou ze 13. století. Narodil se zde laureát Nobelovy ceny za literaturu Rudolf Christoph Eucken.